# Большие Кушкари
Большие Кушкари — пресноводное озеро на территории Суккозерского сельского поселения Муезерского района Республики Карелии.

## Общие сведения
Площадь озера — 2 км², площадь водосборного бассейна — 16,1 км². Располагается на высоте 191,0 метров над уровнем моря.
Форма озера продолговатая: оно почти на три километра вытянуто с северо-запада на юго-восток. Берега несильно изрезанные, каменисто-песчаные, преимущественно возвышенные.
С юго-западной стороны озера вытекает безымянный водоток, который, протекая через озёра Малые Кушкари, Музозеро, Корбисалми и Торос, впадает в Воттозеро, из которого берёт начало река Вотто, впадающая в озеро Гимольское, через которое течёт река Суна.
В озере более десяти безымянных островов различной площади, рассредоточенных по всей площади водоёма.
К югу от озера проходит автодорога.
Населённые пункты вблизи водоёма отсутствуют.
Код объекта в государственном водном реестре — 01040100211102000017715.